# Skapiškis

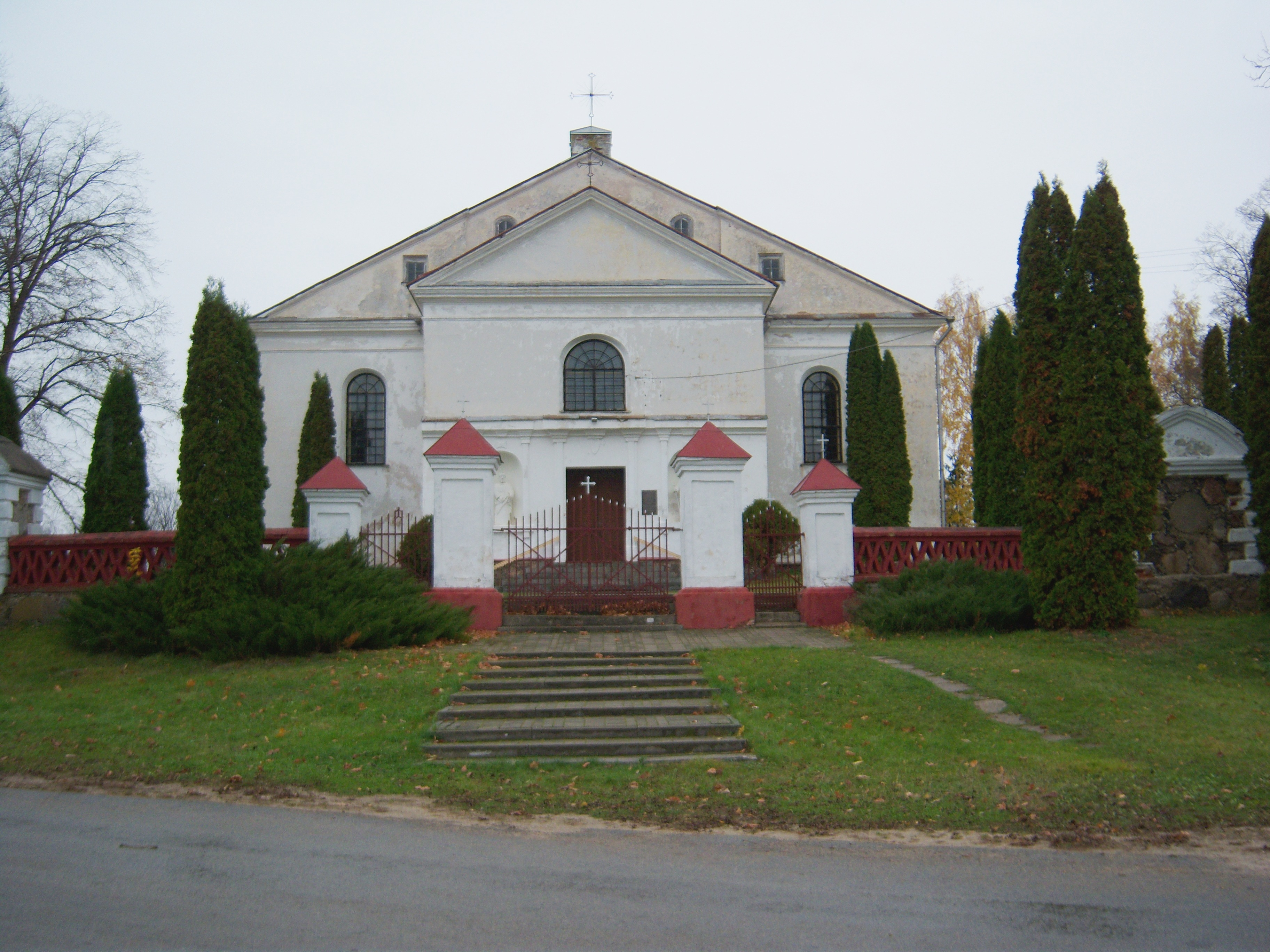
Kirche

Skapiškis ist ein „Städtchen“ (litauisch miestelis) mit 403 Einwohnern (2011) in der Rajongemeinde Kupiškis, nach Osten von Kupiškis, an der  Eisenbahnstraße  Panevėžys–Daugavpils. Es ist das Zentrum von Amtsbezirk Skapiškis. Es gibt die katholische Kirche Skapiškis (gebaut 1819), eine Mittelschule (Skapiškio vidurinė mokykla), eine Bibliothek, ein Postamt (LT-40049), eine Ambulanz.